# 마크 제이콥스
마크 제이콥스(영어: Marc Jacobs, 1963년 4월 9일 ~ )는 미국의 패션 디자이너다. 마크 제이콥스(Marc Jacobs)사와 계열회사인 마크 바이 마크 제이콥스 (Marc By Marc Jacobs)의 수석 디자이너이다. 현재 프랑스의 명품 패션 회사 루이비통(Louis Vuiton)의 디자인 감독이다.